# Dallas–Fort Worth Film Critics Association Awards 2017

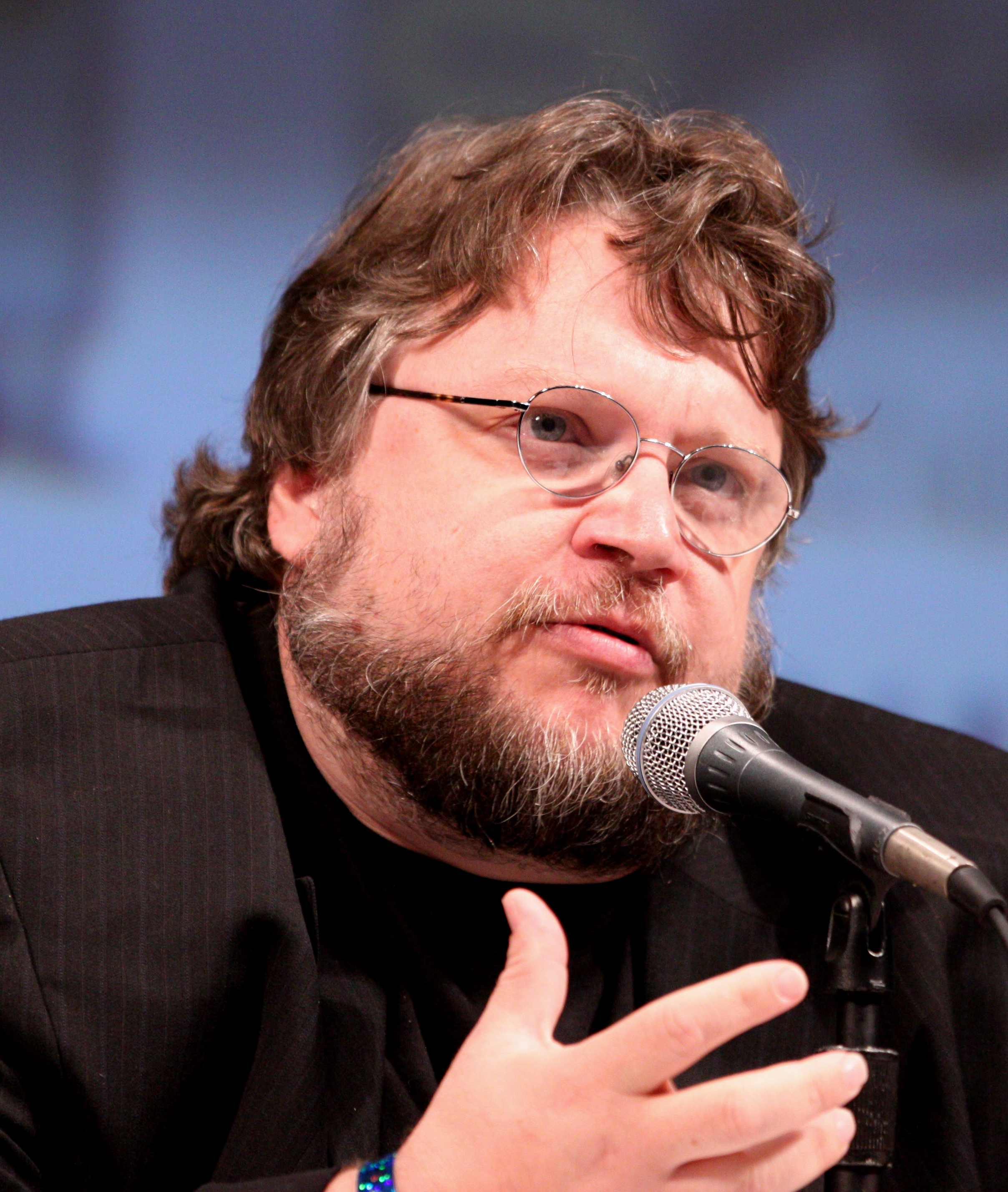
Guillermo del Toro vítěz v kategorii nejlepší mužský herecký výkon v hlavní roli

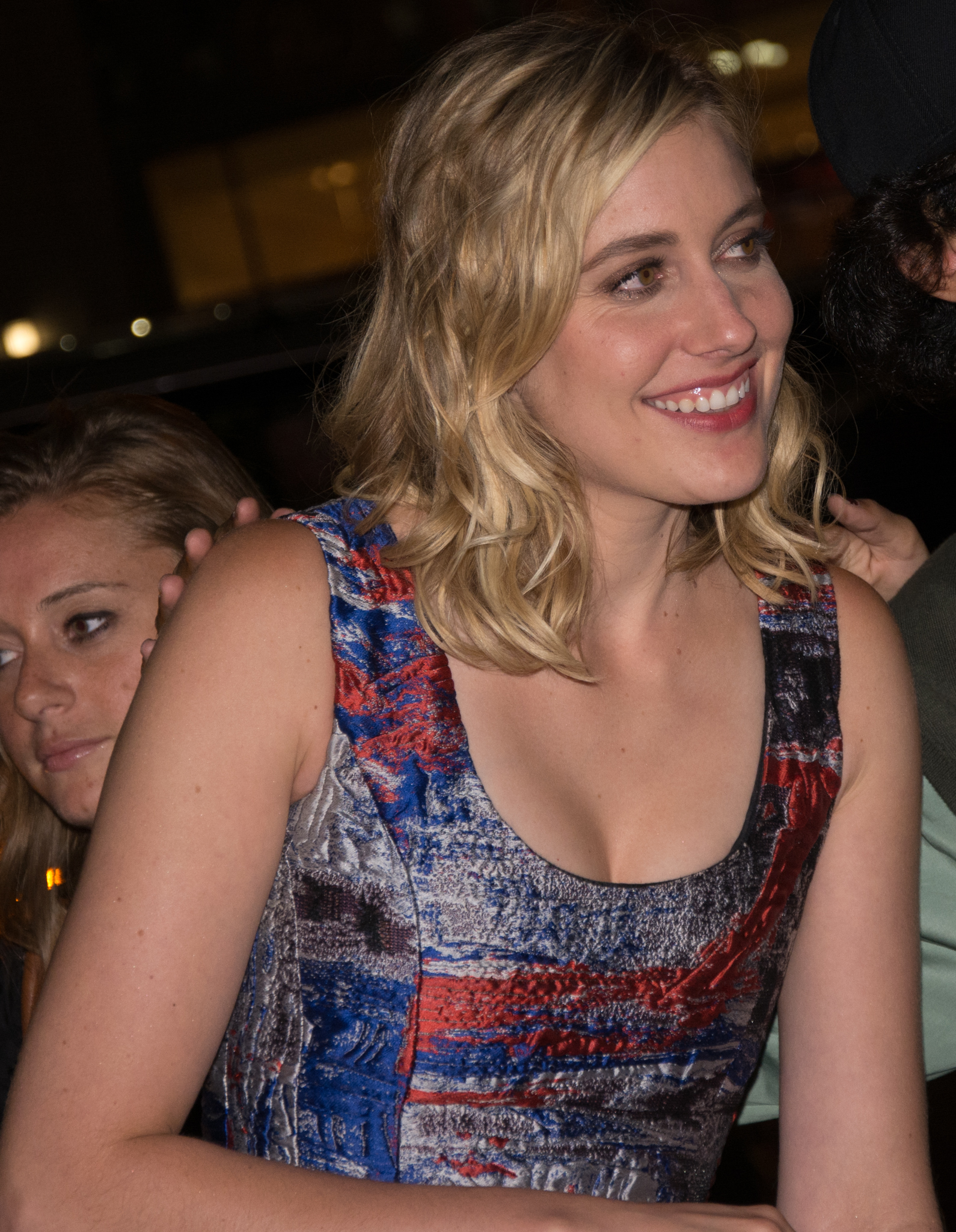
Greta Gerwig vítězka v kategorii nejlepší ženský herecký výkon v hlavní roli

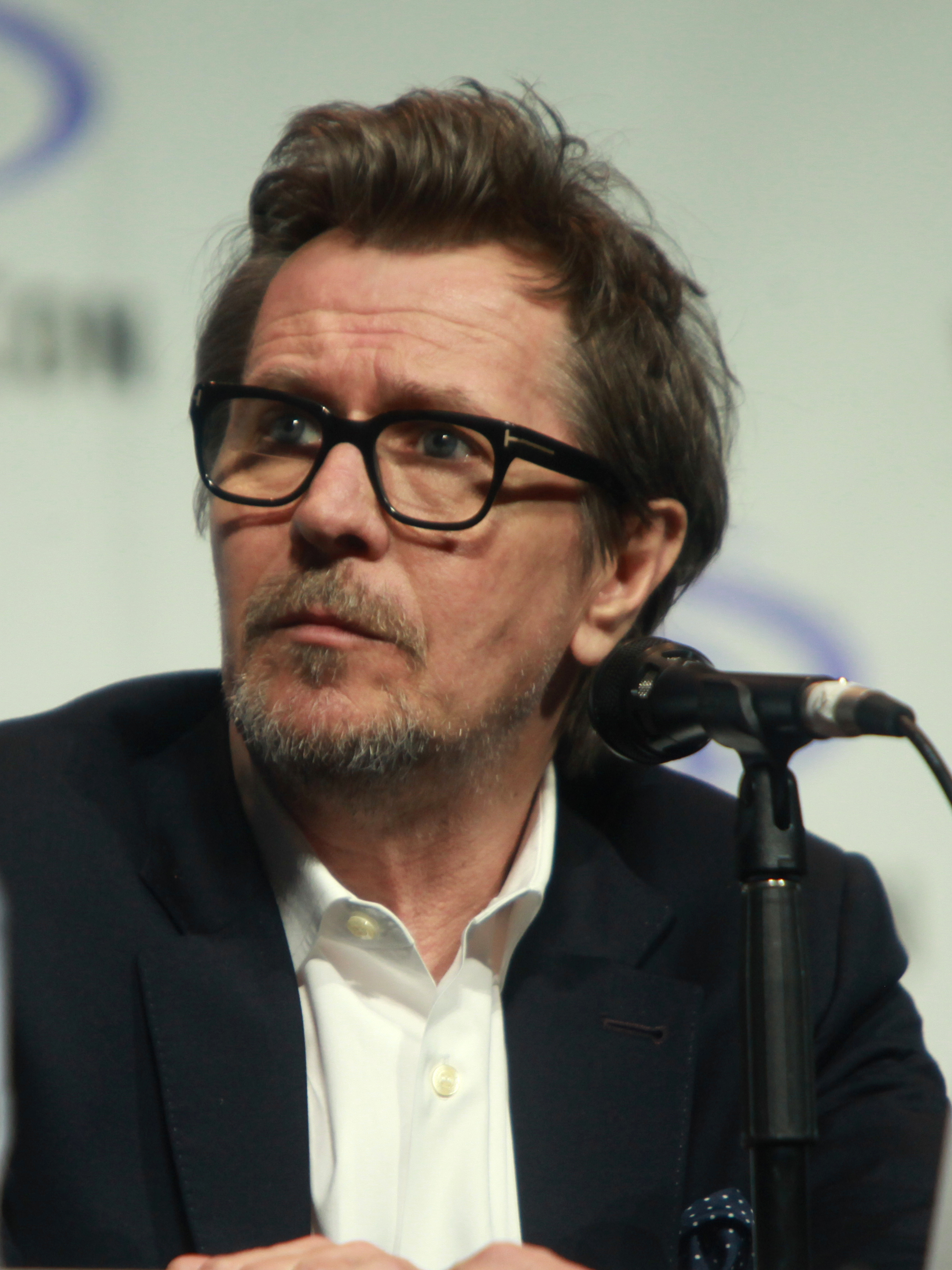
Gary Oldman vítěz v kategorii nejlepší mužský herecký výkon ve vedlejší roli

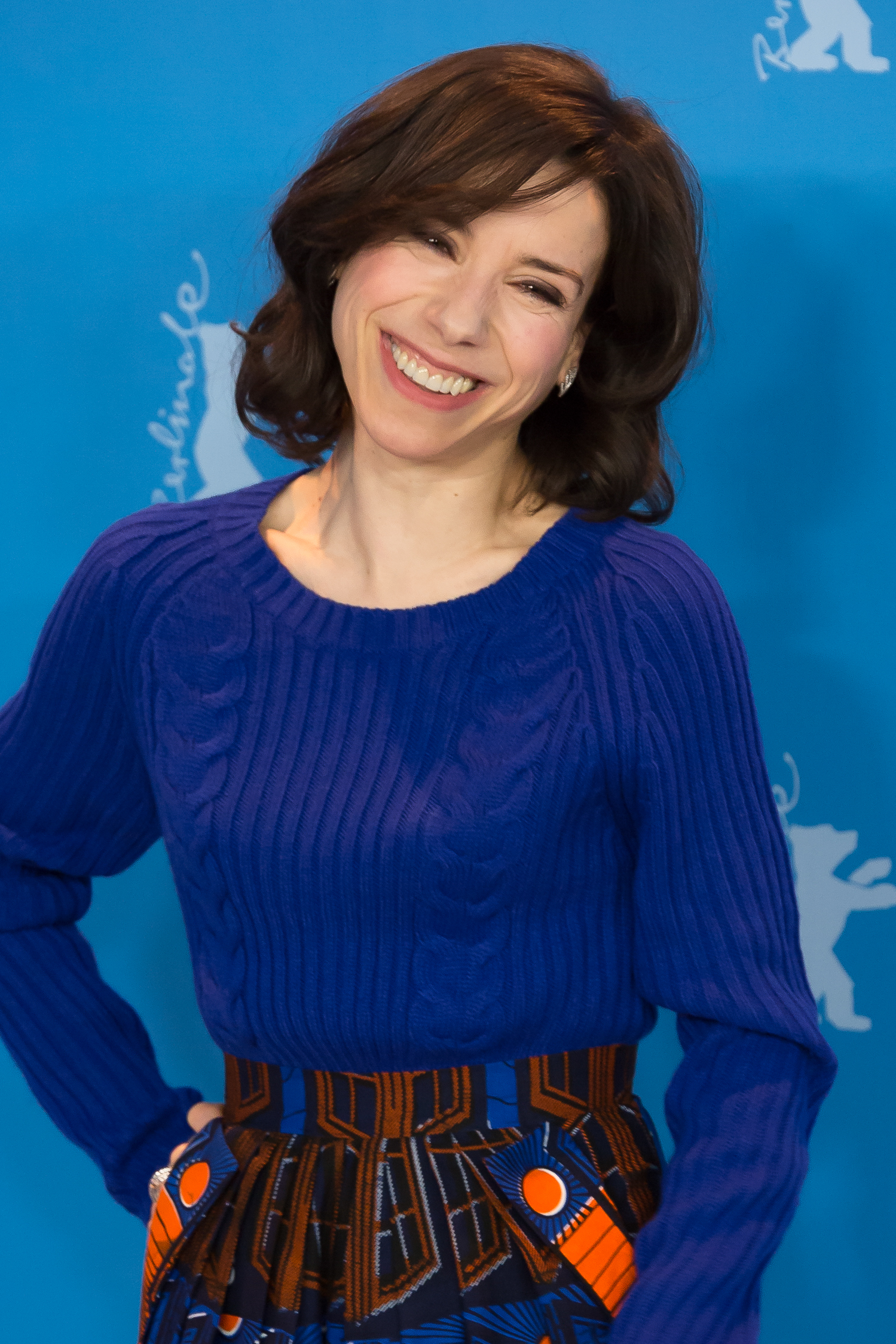
Sally Hawkins vítězka v kategorii nejlepší ženský herecký výkon v hlavní roli

23. ročník předávání cen asociace Dallas–Fort Worth Film Critics Association se konal dne 13. prosince 2017. Film Tvář vody nejvíce cen, celkem 5.

## Vítězové a nominovaní

### Nejlepší film
1. Tvář vody
2. Akta Pentagon: Skrytá válka
3. Lady Bird
4. Dej mi své jméno
5. Uteč
6. Dunkerk
7. Tři billboardy kousek za Ebbingem
8. Já, Tonya
9. The Florida Project
10. Nejtemnější hodina

### Nejlepší režisér
1. Guillermo del Toro – Tvář vody
2. Greta Gerwig – Lady Bird
3. Christopher Nolan – Dunkerk
4. Steven Spielberg – Akta Pentagon: Skrytá válka
5. Jordan Peele – Uteč

### Nejlepší scénář
1. Lady Bird – Greta Gerwig
2. Tvář vody – Guillermo del Toro a Vanessa Taylor

### Nejlepší herec v hlavní roli
1. Gary Oldman – Nejtemnější hodina
2. James Franco – The Disaster Artist: Úžasný propadák
3. Daniel Day-Lewis – Nit z přízraků
4. Timothée Chalamet – Dej mi své jméno
5. Tom Hanks – Akta Pentagon: Skrytá válka

### Nejlepší herečka v hlavní roli
1. Sally Hawkins – Tvář vody
2. Frances McDormandová – Tři billboardy kousek za Ebbingem
3. Margot Robbie – Já, Tonya
4. Saoirse Ronan – Lady Bird
5. Meryl Streep – Akta Pentagon: Skrytá válka

### Nejlepší herec ve vedlejší roli
1. Sam Rockwell – Tři billboardy kousek za Ebbingem
2. Willem Dafoe – The Florida Project
3. Richard Jenkins – Tvář vody
4. Armie Hammer – Dej mi své jméno
5. Woody Harrelson – Tři billboardy kousek za Ebbingem

### Nejlepší herečka ve vedlejší roli
1. Allison Janney – Já, Tonya
2. Laurie Metcalf – Lady Bird
3. Mary J. Blige – Mudbound
4. Holly Hunter – Pěkně blbě
5. Octavia Spencer – Tvář vody

### Nejlepší dokument
1. Město duchů
2. Jane
3. Nepříjemné pokračování: Nebát se říct pravdu
4. Ex Libris: knihovny New Yorku
5. Poslední v Aleppu

### Nejlepší cizojazyčný film
1. Čtverec
2. Thelma
3. 120 BPM
4. First They Killed My Father
5. Odnikud

### Nejlepší animovaný film
1. Coco
2. S láskou Vincent

### Nejlepší kamera
1. Dan Laustsen – Tvář vody
2. Roger Deakins – Blade Runner 2049

### Nejlepší skladatel
1. Alexandre Desplat – Tvář vody
2. Hans Zimmer – Dunkerk oz